# IC 16
IC 16 ist eine linsenförmige Galaxie vom Hubble-Typ S0-a? im Sternbild Walfisch südlich der Ekliptik. Sie ist schätzungsweise 219 Millionen Lichtjahre von der Milchstraße entfernt und hat einen Durchmesser von etwa 30.000 Lj.  

Im selben Himmelsareal befinden sich u. a. die Galaxien NGC 135, IC 20, IC 23.
Das Objekt wurde am 3. November 1891 vom französischen Astronomen Stéphane Javelle entdeckt.